# Andrea Poli
Andrea Poli (Vittorio Veneto, 29 september 1989) is een Italiaans voetballer die doorgaans als middenvelder speelt.

## Clubcarrière
Poli begon zijn profcarrière in de Serie B bij Treviso. Op 31 januari 2007 werd hij vastgelegd door Sampdoria. Hij zou wel het seizoen afmaken bij Treviso. Op 4 november 2007 debuteerde hij in de Serie A tegen Cagliari. Tijdens het seizoen 2008-2009 werd hij uitgeleend aan US Sassuolo om ervaring op te doen. In juli 2009 keerde hij terug om een basisplek te veroveren bij Sampdoria in een team dat vierde zou eindigen gedurende het seizoen 2010-2011, op drie punten verwijderd van AC Milan. Het seizoen erna werd een fiasco. Sampdoria eindigde op de achttiende plek waardoor het degradeerde uit de Serie A. Op 29 augustus 2011 werd bekend dat hij uitgeleend zou worden aan Internazionale, dat €500.000 betaalt en een aankoopoptie bedongen heeft. Op 19 januari 2012 scoorde hij zijn eerste doelpunt voor Inter in de Coppa Italia tegen Genoa. Op 11 augustus 2012 tekende hij een contract bij Juventus, dat nu de helft van de rechten van de speler bezit. Hij maakte tijdens het seizoen 2012-2013 wel deel uit van de selectie van Sampdoria. Op 11 juli 2013 tekende Poli een vierjarig contract bij AC Milan, dat drie miljoen euro betaalde voor hem.

## Interlandcarrière
Poli nam met Italië -19 deel aan het EK -19 in 2008. Op dat toernooi scoorde hij twee doelpunten. Op 11 februari 2009 debuteerde hij voor Italië -21 in een oefeninterland tegen Zweden -21. Hij werd opgeroepen voor het EK -21 in datzelfde jaar maar kwam niet aan spelen toe. Op 15 augustus 2012 debuteerde hij voor Italië onder bondscoach Cesare Prandelli in een vriendschappelijke wedstrijd tegen Engeland, net als Federico Peluso, Manolo Gabbiadini, Ezequiel Schelotto (Atalanta Bergamo), Marco Verratti (Paris Saint-Germain), Mattia Destro (AS Roma), Stephan El Shaarawy (AC Milan) en Diego Fabbrini (Udinese Calcio). Op 21 maart 2013 haalde hij zijn tweede cap in een oefenwedstrijd tegen Brazilië in Zwitserland. Hij viel na 68 minuten in voor Emanuele Giaccherini. De wedstrijd eindigde op een 2-2 gelijkspel. Op 31 mei 2013 scoorde hij zijn eerste interlanddoelpunt in een oefeninterland tegen San Marino.
1 Skorupski ·
2 Holm ·
3 Posch ·
5 Erlić ·
6 Moro ·
7 Orsolini ·
8 Freuler ·
9 Castro ·
10 Karlsson ·
11 Ndoye ·
14 Iling-Junior ·
15 Casale ·
16 Corazza ·
17 El Azzouzi ·
18 Pobega ·
19 Ferguson  ·
20 Aebischer ·
21 Odgaard ·
22 Lykogiannis ·
23 Bagnolini ·
24 Dallinga ·
26 Lucumí ·
28 Cambiaghi ·
29 De Silvestri ·
30 Domínguez ·
31 Beukema ·
33 Miranda ·
34 Ravaglia ·
80 Fabbian ·
82 Urbański ·
Coach: Italiano